# Chevaliers catholiques
Les Chevaliers catholiques sont une compagnie militaire royaliste active en Bretagne en 1795 et en 1796 pendant les guerres de Chouannerie. Formée par Joseph de Puisaye, elle était entièrement constituée d'officiers émigrés.

## Rôle
Cette compagnie est créée vers la fin de l'année 1795 par Joseph de Puisaye, général en chef de l'Armée catholique et royale de Bretagne, alors que ce dernier se trouve dans la division de Mordelles, commandée par Jean-Joseph Ruaulx de La Tribonnière. Au début de l'année 1796, Puisaye rejoint ensuite les divisions de Fougères et de Vitré, commandées par Aimé Picquet du Boisguy.
Pour Puisaye, la compagnie des chevaliers catholiques devait servir de garde rapprochée pour les princes en exil lors de leur venue en Bretagne. Elle était composée principalement d'émigrés et de nobles, pour la plupart Bretons, ayant tous au moins le grade de sous-lieutenant, comme pour les gardes du corps du roi. Puisaye souhaitait porter l'effectif de cette compagnie jusqu'à 500 hommes, mais elle ne dépassa jamais 60.
Selon plusieurs sources, Jean-René de Chappedelaine organisa, et prit le commandement du corps des Chevaliers catholiques.

## Composition
- Colonel-général : Comte Joseph de Puisaye[1]
- Major-général: René Augustin de Chalus[1]
- Capitaine : Péan de Saint-Gilles (tué en janvier 1796 à Beaumont)[5]
- Capitaine : Vicomte Jean-René de Chappedelaine[5]
- Lieutenant : Comte Xavier du Hautoy (tué près de Fougères en 1796)[5]
- Sous-Lieutenant : Constant de Cintré[5]
- Sous-lieutenant : du Breil de Houssoux[5]
- Maréchal-des-logis : de Sagazan[5]
- Brigadier : de Porcaro[5]
- Archiviste : Joseph Hubert de La Massue de la Sillandais[5]
- Commandant de division : Chevalier de Séguin[5]
- Major de division : Chevalier de Farcy de Malnoë[5]
- Chef de division : Chevalier Jean-Joseph Ruaulx de La Tribonnière, chef de la division de Mordelles[5]
- Aide de camp de Puisaye : Baron de Courcy de Montmorin[5]
- Alexandre Apuril[5]
- André Vauquelin[5]
- Olivier de La Blairie (tué à Guer)[5]
- Fidèle Olivier de La Blairie[5]
- Joseph-Xavier de Jullien de Vinezac
- Testard[5]
- Perrachon, dit Lyonnais[5]
- de la Voltais[5]
- Félix de Farcy de la Ville du Bois (tué près de Saint-Domineuc en 1796)[5]
- Joachim de Farcy de la Ville du Bois[5]
- de Tronjolys[5]
- des Maisons[5]
- Chevalier Rogon[5]
- Le Corgne[5]
- Magloire du Frèche[5]
- de Lilliac aîné[5]
- Chevalier de Lilliac[5]
- de Miniac[5]
- Chevalier de Crespef[5]
- de Châteauneuf (tué à Brains en 1796)[5]
- Coster de Saint-Victor[5]
- Roger d'Arras[5]
- de Vernezac[5]
- Charette de la Colinière[5]
- Chevalier de Charette[5]
- de Carcouët aîné[5]
- Chevalier de Carcouët[5]
- Louis de Chabert aîné[5]
- Chevalier de Chabert[5]
- de La Neuville (fusillé à Rennes)[5]
- Le Mercier[5]
- Chevalier de Ralet[5]
- du Rozel[5]

## Conflit entre les Chevaliers catholiques et les chouans
Des dissentions apparaissent bientôt entre les émigrés de la compagnie des Chevaliers catholiques et les chouans de l'Armée catholique et royale de Rennes et de Fougères. Dans ses mémoires, le colonel chouan Toussaint du Breil de Pontbriand laisse un long témoignage à ce sujet : 

« La mésintelligence ne tarda pas s'introduire dans la division : les chefs de canton, les capitaines et tous les officiers nommés avaient gagné leurs grades sur le champ de bataille ; cela n'empêcha pas quelques officiers venus avec M. de Puisaye de blâmer ces choix. Il se trouve partout toujours partout des esprits chagrins et jaloux et des courtisans du pouvoir, quelques-uns parlèrent de l'éducation, des manières rustiques de certains officiers, de la jeunesse des autres, élevés si vite à des grades supérieurs ; d'autres critiquaient les opérations et la manière de faire la guerre. Chalus fut nommé major général de l'état-major de Puisaye ; il n'y avait que quelques mois qu'il servait dans la division comme lieutenant de Bonteville, on trouva son avancement bien rapide, quoiqu'il fût très bon et très brave officier. Tout cela donna lieu à des discussions et des récriminations très vive. »
« Une querelle eut lieu pour les logements entre les Chevaliers Catholiques et les soldats d'une compagnie du Centre. Du Boisguy fut obligé d'aller lui-même rétablir l'ordre, il ne fut pas content de la manière dont quelques-uns lui répondirent, et résolut de ne pas conserver cette compagnie dans sa division. Le jour même, il dit à Puisaye qu'il ne voulait pas avoir avec lui des troupes qui méconnussent son autorité, parce qu'il se verrait, à regret, obligé de faire des exemples sévères.»
« Une circonstance particulière vint aggraver ces causes d'irritation. Le 9 mars 1796, du Boishamon et Pontbriand arrivèrent au quartier général de Puisaye, au château de Marigny. Ils voulaient se présenter au général, lui exposer les besoins de la division de Vitré, et lui demander le brave chevalier de Saint-Gilles pour lieutenant de la division, afin d'aider M. de Couësbouc, déjà vieux et retenu souvent par une blessure à la jambe, ils voulaient aussi demander, pour eux et leurs officiers, la confirmation de leurs grades. Le soir ils soupaient avec Bonteville et plus de quarante officiers : quelques-uns de ceux attachés à Puisaye parlèrent des nominations qu'on venait de faire et ajoutèrent qu'il était ridicule de voir tant de jeunes gens sans expérience à la tête de troupes, dans des grades qu'on ne pouvait obtenir avant quarante ans et plus.»
« Là-dessus une discussion assez vive s'engagea ; on s'anima en parlant ; il fut question de Quiberon et de Puisaye, dont la conduite fut blâmée. Boishamon dit que ce serait toujours une honte pour lui d'avoir abandonné M. de Sombreuil ; Pontbriand ajouta qu'il ne s'en laverait jamais. La conversation finit, et, comme les officiers étaient accoutumés à parler librement entre eux, ils ne supposaient pas que personne fut capable de rapporter au général les paroles indiscrètes qui leur étaient échappées. Aussi n'y songèrent-ils même plus. Le lendemain, lorsqu'ils furent introduits chez M. de Puisaye, ils furent bien surpris de la réception qu'ils en reçurent.
— C'est donc vous, messieurs, leur dit-il, qui, d'accord avec les républicains, venez fomenter ici l'insubordination et le désordre; savez-vous que c'est une trahison et que je puis vous faire fusiller ?
Pontbriand, irrité de ces paroles, mit son chapeau sur la tête et répondit fort insolemment ; mais Boishamon, plus calme, lui dit seulement :
— Apprenez, général, que j'ai toujours servi mon roi et que vous n'en avez pas fait autant.
Il se couvrit en disant ces paroles, et sortit fièrement de l'appartement. Dans ce moment, le bruit de quinze tambours se firent entendre, c'était la colonne Brutale, forte de douze cents hommes, qui entraient dans la cour du château. Sans doute, Puisaye sentit son imprudence, car il se tourna vers Pontbriand et lui dit d'un ton fort calme mais avec dignité:
— J'ai été un peu vif; mais vous monsieur, vous êtes devant le représentant du roi et ne devez pas me parler le chapeau sur la tête.
Ce changement de ton déconcerta Pontbriand qui se découvrit.
— On m'a dit beaucoup de bien de vous et de M. du Boishamon, ajouta-t-il. Je sais que vous avez organisé de belles compagnies dans la division de Vitré, que vous vous battez bien ; mais il faut de la subordination.
Se tournant alors vers un des officiers présents, il lui dit : "Allez chercher du Boishamon". Ce dernier revint, il lui parla avec beaucoup d'aménité et lui donna des éloges.
 Il fit écrire aussitôt par M. Neveu deux des brevets de chefs de canton, pour MM. de Pontbriand et du Boishamon, qu'il signa et fit signer par les membres de son conseil, y fit apposer son sceau et les remit lui-même à ces officiers. Pontbriand lui demanda la croix de Saint-Louis pour le brave Hubert, son lieutenant, en exposant les titres qu'il avait à cette faveur du Roi ; Puisaye promit cette décoration. Il congédia ensuite ces deux officiers très poliment, sans plus leur parler des propos qu'ils avaient tenus la veille. Boishamon et Pontbriand sortirent bien surpris d'avoir vu le général s'apaiser si vite, et de l'heureux résultat de leur visite ; ils prirent congé de Bonteville et de ses officiers, et repartirent, le même jour, pour leurs cantonnements. »
« Puisaye croyait donc cette affaire terminée, lorsque, peu d'heures après, il vit entrer du Boisguy, qui commença par déposer sur la table les brevets qu'il lui avait donnés, ainsi que la croix de Saint-Louis, en lui disant :
— Je ne veux rien de vous, j'ai appris que vous aviez manqué, ce matin, à deux braves officiers qui valent mieux que vous, vous les avez qualifiés de traîtres, votre conduite est odieuse, allez vous faire obéir ailleurs, si vous voulez, je ne vous ferai pas de mal mais je ne veux plus ni de vous ni de votre suite dans ma division.
 Puisaye, déconcerté par ce discours et par l'air de du Boisguy, resta un instant comme interdit, mais il se remit bientôt et lui dit assez tranquillement:
— On vous a trompé, général, j'ai eu à la vérité, un mouvement de vivacité, sur un rapport, probablement faux, qui m'a été fait. Messieurs de Pontbriand et du Boishamon sont partis il y a peu de temps, nous nous sommes quittés bon amis et j'ai même une telle confiance dans leurs talents et leur loyauté que je les ai confirmé dans leurs grades et leur ai remis leurs brevets de lieutenants-colonel dans les armées de Sa Majesté ; demandez à ces messieurs, ils étaient témoins. Aussitôt Collin de la Contrie, Neveu, l'abbé Frétigné, et les autres entourèrent du Boisguy et parvinrent, avec assez de peine, à l'apaiser. Il reprit ses brevets et sa croix de Saint-Louis et le calme fut rétabli.»
« Il est certain que la position de Puisaye était très délicate, son autorité ne pouvait être que très précaire dans tous les lieux où il allait. Presque tous les chefs des divisions et cantons étaient de très jeunes gens, qui avaient formé eux-mêmes leurs troupes, et, à cet âge, on prend bien vite l'habitude du commandement. Les soldats leur étaient attachés, parce que, depuis longtemps, ils partageaient avec eux la mauvaise fortune. Dans les combats, ces chefs étaient toujours à leur tête et aux endroits les plus périlleux, ils mangeaient le pain de seigle et de blé noir comme eux, ils étaient à peu près vêtus comme eux ; aussi ils avaient toute leur confiance et ils les conduisaient où ils voulaient. Cependant, les capitaines et même les soldats pouvaient leur faire librement leurs observations, et souvent raisonnaient avec eux sur ce que l'on aurait dû faire dans telle occasion, et de ce qu'il serait à propos de faire actuellement, toujours en ajoutant : « Vous en ferez ce que vous voudrez, mais c'est mon avis ». Souvent ces réflexions étaient fort justes et les avis très bon. Tels étaient les rapports mutuels. Ces mêmes officiers, excellents pour le genre de guerre qu'ils faisaient, n'avaient, il est vrai, ni l'habitude ni l'expérience nécessaires pour le service d'une armée régulière, où il faut une obéissance passive ; ils s'y seraient cependant formés promptement, si un prince français fût venu se mettre à leur tête, et qu'il les eût tirés du pays où ils commandaient, pour former une armée véritable ; mais cela était impossible à Puisaye, parce qu'il n'avait pu obtenir la confiance générale, condition absolument nécessaire pour pouvoir réunir seulement dix mille hommes. Puisaye avait vivement blessé Boishamon et Pontbriand par des expressions fort inconvenantes, qui les révoltèrent ; il leur avait fait des menaces qu'il lui était impossible d'exécuter, quand il l'aurait voulu, dans une division où ils étaient aimés des chefs et des soldats ; il sentit promptement la faute qu'il avait commise et la répara aussi bien qu'il lui était possible, mais ce ne pouvait être qu'aux dépens de son autorité. » [...]
« Le 18 mars 1796, Pontbriand avait indiqué un rassemblement dans la forêt du Pertre. Il s'agissait d'une expédition contre les paroisses patriotes des environs de La Guerche. Depuis quelque temps les compagnies formant la petite division de ce nom sous les ordres de Saint-Hilaire, absent depuis trois mois, fatiguées des courses et des pillages des garnisons et gardes territoriales de Bais, Louvigné, Moulins, réclamaient le secours des chefs de Vitré pour marcher contre ces bourgs et arrêter les incursions des colonnes mobiles. Pontbriand se décida à répondre à leur appel parce que les compagnies de Gennes et de Domalain marchaient quelquefois avec lui et il pria Boishamon de s'unir à lui ; tel était le motif de cette réunion.»
« M. Coster de Saint-Victor, bon et brave officier, venait d'être lieutenant de la division de Vitré ; M. Gueffier, autre Émigré, était annoncé comme adjudant ; on parlait de beaucoup d'autres nominations d'Émigrés que Puisaye devait envoyer avec les grades de la division. Ces nouvelles causaient certaine rumeur parmi les troupes que commandait La Poule, adjudant du canton de Pontbriand. Toutes les compagnies de ce dernier se trouvèrent au rendez-vous dans la forêt. Il venait d'ordonner de faire l'exercice en attendant Boishamon ; les tambours battaient, et les soldats formaient leurs rangs, lorsque La Poule, qui n'était pas entièrement guéri de la blessure qu'il avait reçu à la tête au bourg de Bais, et qui était un peu pris de vin, aborda Pontbriand, avec un soldat appelé Coignard et un autre de ses partisans lui demandant fort insolemment s'il continuerait à recevoir des Émigrés, et si on était décidé à leur donner les places des officiers qui se battaient depuis si longtemps. Pontbriand lui répondit avec douceur : « La Poule, il n'est pas convenable de m'interroger ainsi. Il n'y a pas un émigré dans ma colonne. On dit que M. de Puisaye en a nommé deux, mais je ne sais encore rien d'officiel. S'il m'en envoie, je serai bien obligé de leur faire un bon accueil. Ainsi calmez-vous ».
 La Poule s'emporta alors avec une violence extrême contre les émigrés et dit à Pontbriand.
 « Je veux bien continuer de vous obéir, parce que je vous connais depuis longtemps, mais, s'il nous arrive un seul émigré avec un grade, non-seulement je ne le reconnaîtrai pas, mais encore je le ferai fusiller ou je le fusillerai moi-même ».
La Poule parlait haut au milieu d'un groupe nombreux, qui s'était formé autour de lui et de Pontbriand, c'était un homme très brave, qui avait beaucoup d'influence à Argentré, Étrelles et Le Pertre. Pontbriand, qui l'aimait, cherchait à le calmer et l'assura  même qu'il perdrait plutôt sa place que de souffrir qu'un seul Émigré vint prendre celle du dernier officier de ses compagnies. Mais La Poule s'était monté en parlant, rien ne put l'arrêter ; il courut sur la ligne où se rangeait en bataille les compagnies d'Argentré], d'Étrelles et du Pertre et se mit à la haranguer ainsi :
« On veut nous faire commander par des Émigrés, je ne le veux pas. Je ne me bats ni pour le roi, ni pour les nobles et tous les braves gens me suivront ». Déjà des cris de « Vive La Poule ! » se faisait entendre dans les rangs de ces compagnies, lorsque Pontbriand, Hubert, Verron, Piquet, Malbrough, le Fareau, Busson, courent environner La Poule. Hubert le saisit violemment par le bras et lui dit avec colère.
« Comment, coquin, tu oses dire que tu ne te bats pas pour le roi ! Pour qui te bats-tu donc ? Tu n'est plus qu'un brigand armé pour le désordre et le pillage, qu'un misérable bandit ! ». Tous les soldats sur qui comptait La Poule parurent atterrés par ces paroles. Pendant ce temps, Pontbriand avait couru aux compagnies de Saint-M'Hervé, de La Grande-Erbrée, de La Chapelle-Erbrée, de Bourgon et de la Croixille, et leur parla avec tant d'énergie que le cri unanime de « Vive le Roi ! »retentit dans tous les rangs, et fut répété à l'instant même par les compagnies qui venaient, la plupart des soldats ne sachant de quoi il était question, de crier  « Vive La Poule ! ». Un roulement de tambours mit fin à cette déplorable scène. Il réitéra son premier ordre de commencer l'exercice dans toutes les compagnies et chargea Hubert, son lieutenant, de surveiller les troupes ; après quoi il monta à cheval pour aller au-devant de Boishamon et l'informer de ce qui venait d'arriver. Boishamon en fut d'autant plus frappé qu'il savait que les mêmes préventions contre les émigrés existait dans l'esprit de plusieurs officiers de sa colonne. Ces deux chefs décidèrent d'ajourner l'expédition les paroisses patriotes de la Guerche et de se rendre dans le pays de Fougères pour rendre compte au général en chef et à du Boisguy de ce qui venait d'arriver. Les colonnes de Boishamon et de Pontbriand réunies se mirent en marche pour Dompierre-du-Chemin. Les logements furent faits de manière que La Poule et ses partisans se trouvèrent enveloppés, ainsi que cela avait eu lieu pendant la marche. Le lendemain, Bonteville, avec la colonne Brutale, et les troupes de Vitré, se rangèrent en bataille dans une vaste pièce de terre. Il s'y trouvait près de deux mille hommes lorsque Puisaye arriva avec un assez nombreux état-major à cheval. Il avait reçu pendant la nuit le rapport de ce qui s'était passé dans la forêt et donna l'ordre à Pontbriand de faire arrêter La Poule et les deux soldats qui avaient le plus fomenté la révolte, ce qui fut exécuté à l'instant. Ensuite, il fit former un conseil de guerre, que Pontbriand composa entièrement d'officiers, sous-officiers et soldats pris dans les compagnies d'Argentré, d'Etrelles et du Perte. Blondiau, capitaine de la première, un lieutenant et un sous-lieutenant des deux autres, qui, ainsi que les sous-officiers et soldats, avaient entendus les propos de La Poule, ne pouvaient être suspects de partialité. On fit le rapport de ce qui s'était passé, ensuite on interrogea plus de vingt soldats de ces compagnies, ainsi qu'Hubert, Piquet, Verron et plusieurs autres officiers. Toutes les dépositions furent unanimes contre les accusés, La Poule finit par s'accuser lui-même et ce fut les larmes aux yeux que Pontbriand, qui présidait le conseil de guerre, et tous les juges, prononcèrent la peine de mort.
Pontbriand alla communiquer l'arrêt du Conseil à M. de Puisaye, en lui demandant la grâce du plus jeune des accusés, qui lui fut accordée. L'aumônier du général vint aussitôt donner les derniers secours de la Religion aux deux condamnés qui furent ensuite fusillés à la tête des deux colonnes.
On plaignit la mort de La Poule, qui avait servi avec l'armée de la Vendée, s'était trouvé à tant de combats et n'était pas guéri de sa dernière blessure, mais Puisaye voulut faire un exemple, et sans doute il était nécessaire. La Poule ne voulait faire la guerre que dans son intérêt et n'obéissait jamais qu'à regrets, son complice, Coignard, était accusé de plusieurs vols, et les soldats de sa compagnie se félicitèrent d'en être débarrassés.
Cette affaire, qui affligea beaucoup Pontbriand, eut d'heureux résultats, car, depuis, on ne vit plus de subordination, et il n'y eut plus de symptôme de révolte dans les divisions de Fougères et de Vitré,,,. »

— Mémoires de Toussaint du Breil de Pontbriand.